# Johan Holst
För andra betydelser, se Johan Holst (olika betydelser).
Johan Martin Holst, född 23 juni 1892 i Kristiania (nuvarande Oslo), död 17 februari 1953, var en norsk läkare.
Johan Holst avlade studentexamen i Aars och Voss skola 1910, blev medicine kandidat 1916 och medicine doktor 1924. Han blev tidigt intresserad av kirurgi och var följaktligen kirurgisk reservläkare vid Ullevåls sjukhus ett par år och tre år på Rikshospitalet. Hans vetenskapliga produktion är koncentrerad på patologiska förändringar i sköldkörteln och dess kirurgiska behandling. Hans doktorsavhandling rörde sig just om det ämnet. År 1930 utnämndes han till professor i kirurgi och överläkare vid Rikshospitalets kirurgiska avdelning A.
Under finska inbördeskriget tjänstgjorde han som militärläkare vid Vasa grenadjärbataljon i norska Röda korsets ambulans.
Vintern 1939–1940 deltog han finska vinterkriget, och efter det tyska angreppet på Norge 1940 blev han sanitetschef för de norska styrkorna. Efter kapitulationen blev han ledare i Nasjonalhjelpen, och medlem i en grupp som leddes av major Olaf Helset, som samlade de olika motståndsgrupperna under en gemensam ledning i det som skulle bli Milorg. Han var med i Milorgs ledning ("Rådet") från juni 1941 och flydde i oktober tillsammans med Jakob Schive över till Storbritannien. Här fick de i uppdrag att förbättre förhållandet mellan Milorg och den norska Londonregeringen under Johan Nygaardsvold samt SOE. Holst bidrog med att avklara missförstånd mellan regeringen och "Rådet" så att Milorg blev godkänt av regeringen den 20 november 1941. Resten av kriget var han chef för de norska läkarna i Storbritannien.
Han var son till professor Peter Holst.